# Bookbeat
BookBeat är en svensk streamingtjänst som erbjuder möjligheten att lyssna på ljudböcker och läsa e-böcker i mobilen och surfplattor. För en fast avgift per månad får man tillgång till ljudböcker och e-böcker som finns i tjänsten. BookBeat ingår i Bonnier Books  och har därmed tillgång till hela  Bonnierförlagens utbud av digitala ljud- och e-böcker, men erbjuder även böcker från många andra bokförlag. Tjänsten fungerar med Iphone, Ipad och Android-enheter.

## Historia
BookBeat grundades 2015 och ingår i Bonnierskoncernens affärsområde Bonnier Books. En tidig version av tjänsten släpptes i november 2015, och en mindre grupp användare fick testa tjänsten. Feedback från dessa kunder fick sedan styra utvecklingen av appen.  I februari 2016 lanserades tjänsten på den svenska marknaden och kort därefter även i Finland. 
2020 var BookBeat och andra digitala ljudbokstjänster den kanal som stod för den enskilt största försäljningsökningen av böcker visar statistik från Svenska Bokhandlareföreningen och Svenska Förläggareföreningen. 
Under året ökade de digitala abonnemangstjänster med 25,2 procent eller motsvarande 231 miljoner kronor. 
I dag är BookBeat, tillsammans med Storytel och Nextory, de ledande digitala tjänsterna när det kommer till e-böcker och ljudböcker. 
Totalt hade BookBeat närmare 500 000 betalande användare år 2021. Snittläsandet och lyssnandet i timmar per betalande användare och månad var under år 2020 24 timmar. Under samma år passerades även milstolpen 200 miljoner lästa och lyssnade timmar i BookBeat sedan lanseringen i slutet av 2015. Enligt en svensk undersökning från 2022 använde fem procent av de svenska internetanvändarna över 8 år Bookbeat under det senaste året.
2017 BookBeat utsågs till en av Sveriges 100 bästa sajter av tidskriften Internetworld. 

## Geografisk närvaro
BookBeat var inledningsvis endast tillgängligt i Sverige, men företaget har de senaste åren även adderat Finland, Tyskland, Polen och Danmark till sina huvudmarknader. Dessutom finns det en EU-version av tjänsten. 
I Finland är Bookbeat marknadsledande sedan sommaren 2016, där ljudböckerna bland annat produceras genom det egna förlaget Made by BookBeat..